# Parigi-Camembert 2009
La Parigi-Camembert 2009, settantesima edizione della corsa e valida come evento del circuito UCI Europe Tour 2009 categoria 1.1, fu disputata il 14 aprile 2009, per un percorso totale di 202,7 km. Fu vinta dal francese Jimmy Casper, al traguardo con il tempo di 4h31'49" alla media di 44,743 km/h.
Partenza con 114 ciclisti di cui 106 portarono a termine il percorso.

## Ordine d'arrivo (Top 10)
| Pos. | Corridore         | Squadra       | Tempo    |
| ---- | ----------------- | ------------- | -------- |
| 1    | Jimmy Casper      | Besson Chaus. | 4h31'49" |
| 2    | Romain Feillu     | Agritubel     | s.t.     |
| 3    | Aleksandr Efimkin | AG2R La Mond. | s.t.     |
| 4    | Marco Marcato     | Vacansoleil   | s.t.     |
| 5    | Leonardo Duque    | Cofidis       | s.t.     |
| 6    | Matteo Carrara    | Vacansoleil   | s.t.     |
| 7    | Julien Simon      | Besson Chaus. | s.t.     |
| 8    | Anthony Geslin    | F. des Jeux   | s.t.     |
| 9    | Lilian Jégou      | Bretagne      | s.t.     |
| 10   | Benoît Vaugrenard | F. des Jeux   | s.t.     |